# TOFI (geneeskunde)

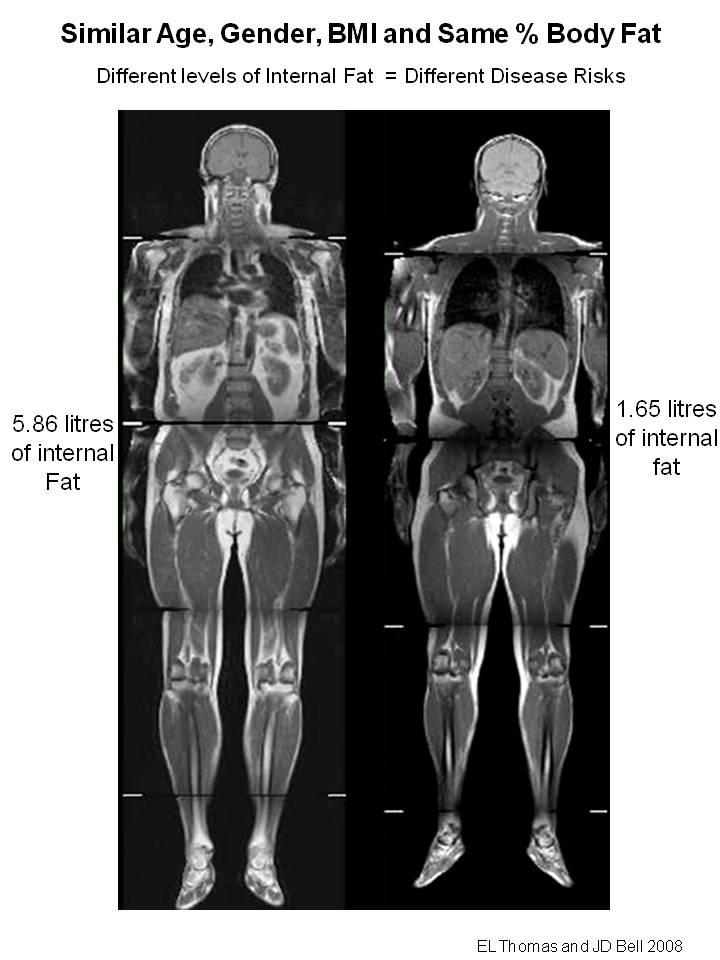

De term TOFI (dun-buitenkant-vet-binnenkant) wordt gebruikt om magere individuen met een onevenredige hoeveelheid vet (vetweefsel) die in hun buik is opgeslagen, te beschrijven. Deze term werd bedacht door de Britse prof. dr. Jimmy Bell en is slechts een theoretische benadering die verder onderzoek vereist.
De figuur ter illustratie toont twee mannen, beiden 35 jaar oud, met een BMI van 25. Ondanks hun vergelijkbare grootte had de TOFI 5,86 liter intern vet, terwijl de gezonde controlepersoon slechts 1,65 liter had.
Individuen gedefinieerd als TOFI met BMI < 25 hebben verhoogde niveaus van veel van de risicofactoren geassocieerd met het metabool syndroom. Dit fenotype is een verdere verfijning van "metabolisch-obese normaal gewicht" (MONW).
Individuen gedefinieerd als TOFI zijn beschreven als zijnde een hoger risico op het ontwikkelen van insulinesistentie en diabetes type II vanwege het feit dat ze verminderde fysieke activiteit/VO2max hebben, verminderde insulinegevoeligheid, hogere abdominale adipositas en een meer atherogeen lipidenprofiel. Een ander belangrijk kenmerk dat in dit cohort wordt waargenomen, is verhoogde niveaus van levervet. Er is aangetoond dat overconsumptie van fructose kan leiden tot TOFI door het veroorzaken van ontsteking-gerelateerde cortisolafgifte.

## Meting

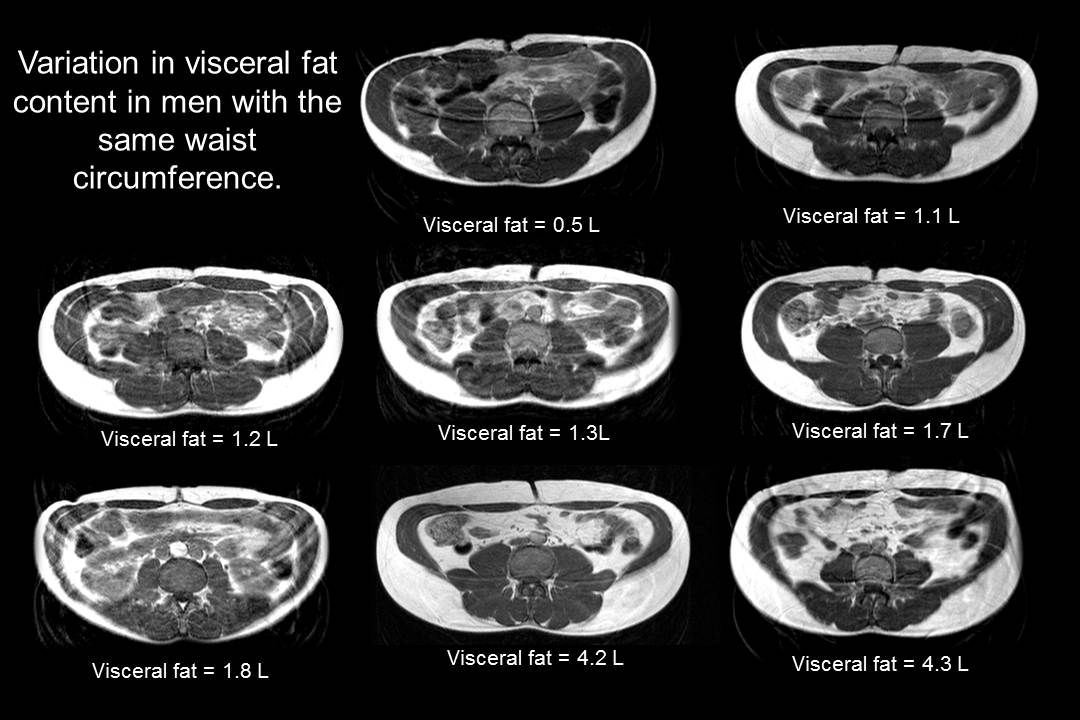
Variatie in visceraal vet bij mannen met dezelfde tailleomtrek

Om een individu als TOFI te classificeren, is het essentieel om het interne vetgehalte te meten. Dit wordt gedaan door gebruik te maken van MRI of CT-scan. De parameters van de MRI-scanner wordt zodanig gemanipuleerd dat vet zo helder (wit) en mager weefsel als donker is.
Artsenfederatie KNMG waarschuwt echter voor de risico’s van een bodyscan. In Nederland zijn preventieve scans nog verboden.
Indirecte methoden zoals tailleomtrek zijn niet geschikt, omdat personen met een identieke tailleomtrek enorm verschillende niveaus van intern vet kunnen hebben. De figuur laat duidelijk zien dat ondanks een identieke tailleomtrek (in dit voorbeeld hadden alle mannen een taille van 84 cm), er aanzienlijke variatie is in de hoeveelheid visceraal vet (volumes weergegeven op de afbeelding in liter) dat aanwezig is.

## Epidemiologie
Dit is moeilijk vast te stellen in de algemene populatie, omdat de noodzakelijke onderzoeken van de scans tijdrovend en duur zijn; echter in een recent onderzoek is naar schatting 14% van de mannen en 12% van de vrouwen met een BMI van 20-25 gescand, die werden geclassificeerd als TOFI.

## Samenleving en cultuur
Sinds de eerste wetenschappelijke waarnemingen dat sommige magere proefpersonen intern evenveel of zelfs meer lichaamsvet kunnen hebben dan mensen met overgewicht of obesitas, is er aanzienlijke belangstelling van media en pers voor dit onderzoeksgebied. Het eerste artikel in de populaire pers verscheen in 2006 in The Guardian, gevolgd door vele andere kranten en televisiedocumentaires.